# إيفان رودين
إيفان رودين (بالروسية: Иван Алексеевич Родин)‏ (14 أبريل 1987 في روسيا - ) هو لاعب كرة قدم روسي في مركز الوسط. لعب مع توربيدو موسكو ونادي تامبوف ‏ وFC Solyaris Moscow ‏ وFC Vityaz Podolsk ‏ وFC Kaluga ‏ وFC Lokomotiv Kaluga ‏ وDinaburg FC ‏.

## وصلات خارجية
- إيفان رودين على موقع قاعدة بيانات كرة القدم.إي يو (الإنجليزية)
- إيفان رودين على موقع Soccerway.com (الإنجليزية)